# Château de Visegrád
Le château de Visegrád (en hongrois : visegrádi vár) ou citadelle de Visegrád (visegrádi fellegvár) est une forteresse, résidence des rois de Hongrie, située à Visegrád.

## Histoire
Le château de Visegrád et son système de fortification (murailles, tour Salomon…) a été édifié par Béla IV après l'invasion Tatare au XIIIe siècle. Au XIVe siècle le roi Charles Robert fait de Visegrád la capitale du pays et y apporte la Sainte Couronne symbole du pouvoir royal. C'est dans ce château qu'est établie en 1335 une alliance anti-Habsbourg entre les rois Charles Robert de Hongrie, Jean Ier de Bohême et Casimir III de Pologne. Cette alliance vise à établir de nouvelles routes commerciales afin de ne pas dépendre de Viennes. C'est dans cette alliance que l'actuel groupe de Visegrád trouve son origine.
Le château est détruit après plusieurs sièges par les Turcs, le dernier en 1685.
Le château est en partie rénové en 2017.

## Exposition
Le château est ouvert aux visiteurs, plusieurs salles thématiques montrent des reconstitutions de banquets, de bals, d'équipements militaire ou de chasse. Une réplique de la Sainte Couronne est également présentée au public.

## Sources
- Miklós Molnar, Histoire de la Hongrie, Editions Perrin, coll. « tempus », 2004 (1re éd. 1980), 469 p.  (ISBN 978-2-262-02238-9)